# Sclerophrys brauni
Sclerophrys brauni es una especie de anfibios anuros de la familia Bufonidae.

## Distribución geográfica y hábitat
Es endémica del este de Tanzania. Su rango altitudinal oscila entre 700 y 1800 m s. n. m..
Su hábitat natural incluye bosques tropicales o subtropicales secos y a baja altitud, montanos secos, zonas secas de arbustos tropicales o subtropicales, ríos y zonas previamente boscosas ahora muy degradadas.
Está amenazada de extinción por la pérdida de su hábitat natural.